# I Just Want to Be Pure
I Just Want to Be Pure è l'EP di debutto del gruppo musicale Balance and Composure, autopubblicato il 21 aprile 2008.

## Tracce
1. I Just Want to Be Pure
2. Weak Man, Weak Boy – 3:52
3. Alone for Now – 4:29
4. Waiting, Thinking, Giving Up
5. Pull of the Ground
6. Chapter 20